# Raïon d'Olga
Le raïon d'Olga (en russe : О́льгинский райо́н, Olguinski raïon) est une subdivision administrative (raïon) et une municipalité (okroug municipal) du kraï du Primorié en Russie. Situé en Extrême-Orient russe, il est couvert par les montagnes du Sikhote-Aline dans centre-est du Primorié, et il est baigné par la mer du Japon. Son centre administratif est la commune urbaine d'Olga, et il compte en tout 19 localités. Sa population s'élevait à 7 511 habitants en 2023.

## Géographie
Le raïon d'Olga est situé dans le kraï du Primorié, sujet le plus au sud de l'Extrême-Orient russe, en Mandchourie-Extérieure. Le raïon, qui se trouve dans le sud-est du Primorié, a une superficie de 6 415,98 km2. Le raïon est située sur la côte de la mer du Japon, avec plusieurs baies dans la baie d'Olga et la baie de Vladimir, et est recouvert par la chaîne de montagnes du Sikhote-Aline et ses contreforts. C'est dans le nord-ouest du raïon que prend source la rivière Oussouri, une des plus importantes rivières de la région.

Il a une configuration allongée entre la mer et les montagnes. Il est bordé par seulement trois raïons : le raïon de Lazo au sud-ouest, le raïon de Tchougouïevka à l'ouest et le raïon de Kavalerovo au nord. La longueur totale des frontières est de 452 km : dont 307 km de frontières terrestres et 145 km de frontières maritimes. 

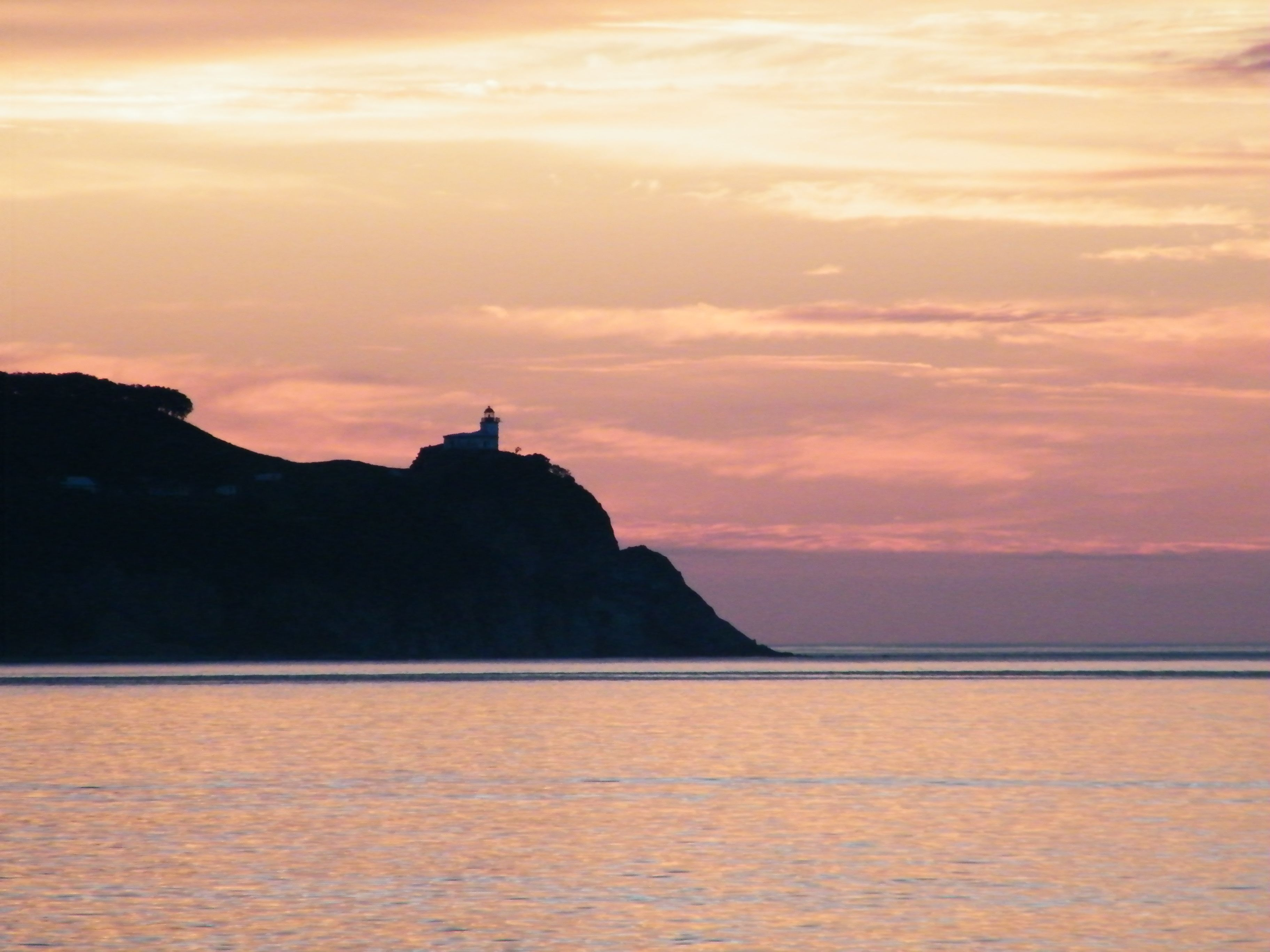
Péninsule de Baliouzek et son phare.
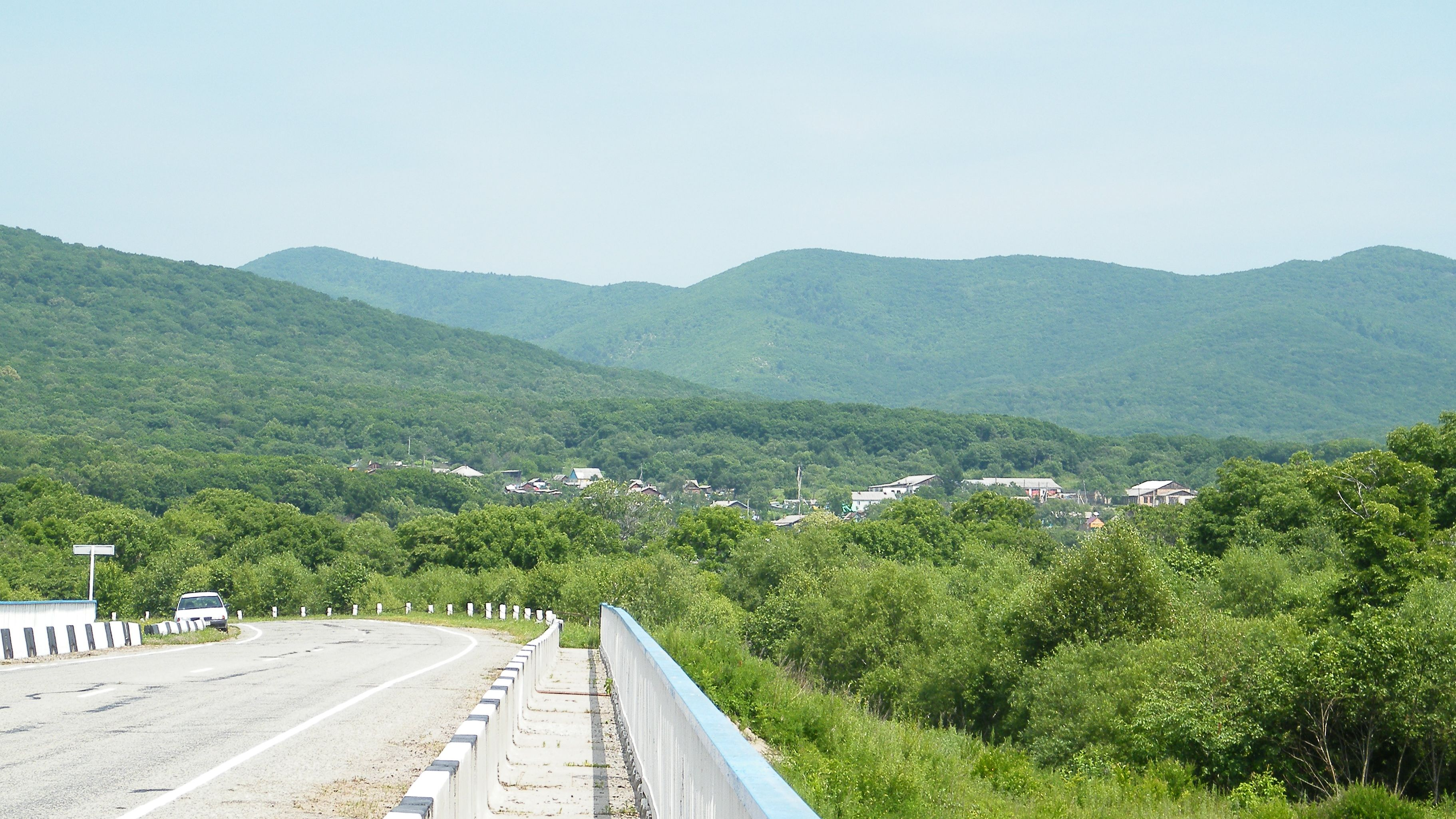
Village de Permskoïe.
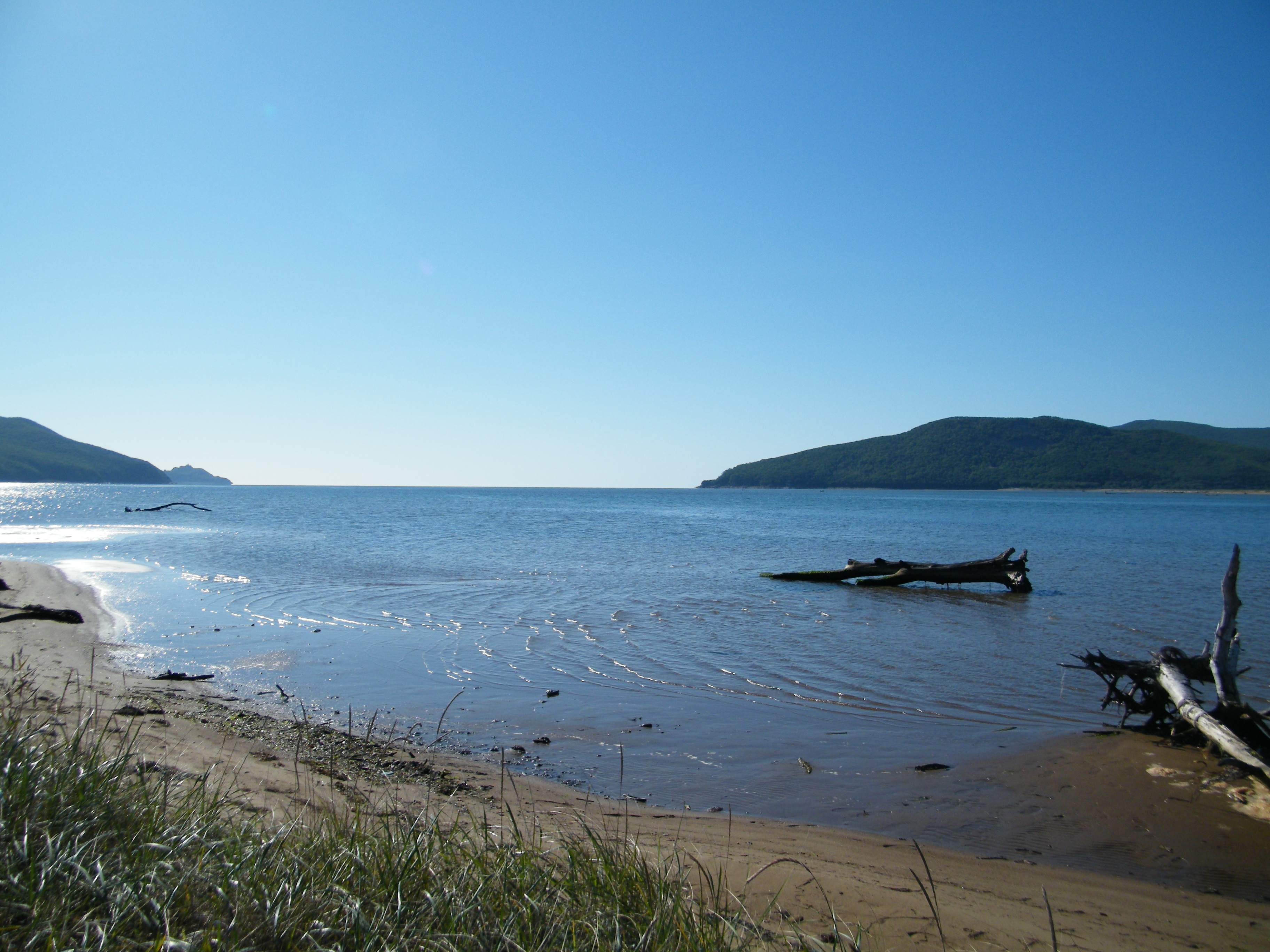
Baie d'Olga.

## Histoire
Le raïon d'Olga a été créé le 4 janvier 1926 par décret du Comité exécutif central panrusse.

## Démographie
Recensements (*) ou estimations de la population,:
| 1926*  | 1928   | 1929   | 1930   | 1931   | 1933   |
| ------ | ------ | ------ | ------ | ------ | ------ |
| 20 024 | 21 800 | 22 284 | 24 600 | 31 200 | 37 000 |

| 1939*  | 1959*  | 1970*  | 1979*  | 1989*  | 2002*  |
| ------ | ------ | ------ | ------ | ------ | ------ |
| 36 839 | 14 365 | 11 918 | 13 864 | 16 006 | 12 044 |

| 2010*  | 2012   | 2013   | 2014   | 2015  | 2016  |
| ------ | ------ | ------ | ------ | ----- | ----- |
| 10 701 | 10 380 | 10 287 | 10 106 | 9 954 | 9 708 |

| 2017  | 2018  | 2019  | 2020  | 2021* | 2022  |
| ----- | ----- | ----- | ----- | ----- | ----- |
| 9 487 | 9 269 | 9 090 | 8 853 | 7 709 | 7 652 |

| 2023  | - | - | - | - | - |
| ----- | - | - | - | - | - |
| 7 511 | - | - | - | - | - |

## Localités
Le raïon de Terneï comptait au 29 juin 2023 19 localités, dont une commune urbaine. La localité la plus peuplée était Olga avec 3 167 habitants au recensement de 2021.
| Liste des localités | Liste des localités | Liste des localités | Liste des localités | Liste des localités              | Liste des localités | Liste des localités         | Liste des localités         |
| N°                  | Localité            | Nom pré-1972        | Nom pré-1972        | Nom pré-1972                     | Statut              | Population Recensement 2010 | Population Recensement 2021 |
| N°                  | Localité            | Nom                 | En russe            | Caractères chinois (si existant) | Statut              | Population Recensement 2010 | Population Recensement 2021 |
| ------------------- | ------------------- | ------------------- | ------------------- | -------------------------------- | ------------------- | --------------------------- | --------------------------- |
| 1                   | Brovki              |                     |                     |                                  | hameau              | 30                          |                             |
| 2                   | Vessioli Iar        |                     |                     |                                  | village             | 613                         |                             |
| 3                   | Vetka               |                     |                     |                                  | village             | 184                         |                             |
| 4                   | Gornovodnoïe        | Sandagou            | Сандагоу            | 三道清                           | possoliok           | 43                          |                             |
| 5                   | Listvennaïa         |                     |                     |                                  | village             | 117                         |                             |
| 6                   | Margaritovo         |                     |                     |                                  | village             | 319                         |                             |
| 7                   | Milogradovo         |                     |                     |                                  | village             | 949                         |                             |
| 8                   | Mikhaïlovka         |                     |                     |                                  | village             | 158                         |                             |
| 9                   | Moldavanovka        |                     |                     |                                  | hameau              | 14                          |                             |
| 10                  | Moriak-Rybolov      | Pfusung             | Пхусун, Пфусунг     | 浦松                             | possoliok           | 1066                        |                             |
| 11                  | Novonikolaïevka     |                     |                     |                                  | village             | 149                         |                             |
| 12                  | Nordost             |                     |                     |                                  | possoliok           | 2                           |                             |
| 13                  | Olga                |                     |                     |                                  | commune urbaine     |                             | 3167                        |
| 14                  | Permskoïe           |                     |                     |                                  | village             | 683                         |                             |
| 15                  | Rakouchka           |                     |                     |                                  | possoliok           | 589                         |                             |
| 16                  | Serafimovka         |                     |                     |                                  | village             | 440                         |                             |
| 17                  | Timofeïevka         |                     |                     |                                  | possoliok           | 1157                        |                             |
| 18                  | Fourmanovo          |                     |                     |                                  | village             | 97                          |                             |
| 19                  | Chtcherbakovka      |                     |                     |                                  | village             | 65                          |                             |

## Économie et transports
Deux secteurs de l'économie sont développés dans le raïon : la foresterie et la pêche.
Le raïon est desservie par la route régionale 05N-131, qui relie Nakhodka, par Lazo et Olga, à Kavalerovo. 